# Burgwall Weinberg-Waldsiedlung
Bei dem Burgwall Waldsiedlung, einem Ortsteil der Stadt Nauen im Landkreis Havelland in Brandenburg, handelt es sich um den Burgstall einer slawischen Niederungsburg, einen slawischen Burgwall.
Das Bodendenkmal liegt gute 700 Meter östlich des Ortes mitten auf einem Acker. Durch intensive landwirtschaftliche Nutzung des Geländes ist der Burgwall so gut wie abgetragen worden. Ein kleiner Wallrest ist noch im östlichen Bereich der Burganlage vorhanden. Die ovale Burg hatte einen Durchmesser von 125 Meter und war eingliedrig. Solche Anlagen bestanden in der alt- bis mittelslawischen Zeit des 8. bis 10. Jahrhunderts und wurden von der Bevölkerung als Rückzugsorte in Notzeiten genutzt. Die einstigen Bewohner dürften dem Stamm der Heveller angehört haben. Noch heute nutzen die Bewohner der Waldsiedlung die Überreste der Anlage, um zur Sommersonnenwende ein Fest zu Ehren der Kraniche zu feiern, welcher schon von den Hevellern aufgrund seiner Balztänze und dem die ehemals undurchdringlichen Sümpfe Lucheniens durchschallenden Ruf verehrt wurde.